# مامادی (باشقیرستان)
مامادی (انگلیسی: Mamady, Republic of Bashkortostan) یک شهرک در شهرستان بورایفسکی باشقیرستان کشور روسیه است.